# گورستان ج کیقال
گورستان ج کیقال مربوط به هزاره اول قبل از میلاد است و در شهرستان ورزقان، بخش مرکزی، دهستان ازومدل شمالی، ۲ کیلومتری جنوب غربی روستای کیقال واقع شده و این اثر در تاریخ ۱۲ شهریور ۱۳۸۶ با شمارهٔ ثبت ۱۹۳۵۷ به‌عنوان یکی از آثار ملی ایران به ثبت رسیده است.